# Pachycephala aurea
El silbador áureo (Pachycephala aurea) es una especie de ave paseriforme de la familia Pachycephalidae endémico de la isla de Nueva Guinea donde habita en zonas cercanas a ríos y otras fuentes de agua.

## Taxonomía
No se le reconocen subespecies.

## Descripción
Mide entre 15 y 17 cm de longitud. Ambos sexos son muy similares. Presenta la corona, la cabeza y el cuello de color negro. Espalda, partes bajas del cuerpo y parte de las alas son de un brillante color amarillo. Las alas y la cola son de color negro, La garganta, que también es de color negro, presenta una gran mancha blanca en su centro. Los ejemplares inmaduros presentan un tono amarillo menos llamativo que tiende más al verde oliva.

## Distribución y hábitat
Es endémica de Nueva Guinea (Indonesia y Papúa Nueva Guinea) donde ocupa varias zonas montañosas aisladas entre sí en el centro de la isla.
Su entorno natural lo componen zonas de matorral, arbustos, pastos y otro tipo de vegetación siempre cercana a ríos y otras masas de agua.

## Comportamiento
Se conoce poco sobre la biología de esta especie aunque se sabe que es muy similar a la del Silbador dorado. Se alimenta principalmente de insectos, arácnidos y otros invertebrados. Es una especie sedentaria que no realiza grandes migraciones, solo movimientos locales. No se conocen sus hábitos reproductivos pero al igual que otras especies del género Pachycephala la puesta se compondrá de 2 huevos. 

## Conservación
La UICN cataloga a esta especie como preocupación menor debido a que son abundantes localmente y no se enfrentan a graves peligros a corto plazo. 